# Université des sciences et de technologie d'Ati
L'université des sciences et de technologie d'Ati (USTA) est un établissement d'enseignement supérieur public décentralisé situé à 2 kilomètres à l'est de la ville d'Ati dans la région du Batha, au centre du Tchad.

## Historique
L'université des sciences et de technologie d'Ati a été créée en 2008 (ordonnance n° 014/PR/2008 du 5 mars 2008).

## Organisation
L'USTA compte trois facultés :
- Faculté des sciences agro-pastorales et agro-alimentaires
- Faculté de technologie
- Faculté des sciences de la Terre, de la vie et de l’aménagement du territoire.